# Cato Bontjes van Beek
Cato Bontjes van Beek, född 14 november 1920 i Bremen, död 5 augusti 1943 i Plötzenseefängelset i Berlin (avrättad), var en tysk motståndskämpe mot den nazistiska regimen.

## Biografi
År 1940 deporterades en judisk familj som bodde i samma hus som Bontjes van Beek. Hon bestämde sig då för att hjälpa franska krigsfångar. Året därpå anslöt hon sig till motståndsgruppen Röda kapellet. Tillsammans med vännen Heinz Strelow spred hon flygblad, vilka uppmanade till motstånd mot nazisterna. I september 1942 greps Bontjes van Beek av Gestapo och ställdes inför Reichskriegsgericht. Den 18 januari 1943 dömdes hon och Strelow till döden för högförräderi. Strelow halshöggs den 13 maj 1943. I juli 1943 avslog Adolf Hitler Bontjes van Beeks nådesansökan, trots att Reichskriegsgericht hade rekommenderat att dödsdomen skulle omvandlas till fängelse. Bontjes van Beek halshöggs den 5 augusti samma år, tillsammans med bland andra Liane Berkowitz.